# 살피캉
살피캉(포르투갈어: salpicão)은 포르투갈의 전통 소시지이다. 밝은 갈색을 띤 훈제 소시지로, 원통형이며 길이가 약 15cm 정도 된다. 깨끗이 씻은 돼지 대장에 소금, 적포도주나 백포도주, 파프리카가루, 월계수 잎 등으로 양념한 돼지고기 등심을 채워 넣어 만들며, 8일 정도 맛이 들게 두었다가 먹는다.

## 같이 보기
- 보텔루